# 砂守岳央
砂守 岳央（すなもり たけてる、1983年3月21日 - ）は、日本のソングライター、編曲家、脚本家、小説家、ラジオパーソナリティ。音楽ユニット・未来古代楽団のリーダー。

## 来歴
武蔵中学校・高等学校卒。京都大学文学部卒。東京芸術大学音楽学部修士課程修了。
高校時代の同級生にDC/PRGの田中教順がいる。
東京芸大在籍中に大学の友人とProjectTRIとして、「沙P」名義でニコニコ動画への投稿をはじめる。ProjectTRIとしての初作品「僕と少女と宇宙船」は初の監督、脚本作品でありながら、完成度の高さを注目され、アップルストア銀座にて上映イベントが開催されるなど「新世代のネットクリエイター」として注目を集めた。
2010年には、2.5次元ボーカルユニットPointFive(.5) をプロデュース、ファーストアルバム『enhAnce』はAmazon売上ランキング1位、オリコン初登場9位となる。ニコニコ動画上にVocaloid作品も発表している。作曲上の作風は幅広いが、転調、変拍子、民族調のフレーズなどを多用した技巧的なものが多い。二つの曲を同時に再生すると別の曲になる（あさまっく『Gemini』と『虹』）といったものもある。
音楽以外の活動として、シナリオ執筆も行っている。ラジオ番組、ライブ、イベント等でもMCを行うこともある。
sunaP名義でアニソンDJとしても活動をしている。
YouTubeで“youtube専門学校-砂守Specialty- ”を配信している。
2024年4月より「もちこみっ!」のラジオパーソナリティに就任。

## 作品

### 2009年
- 僕と少女と宇宙船 - 監督・脚本
  - 『starburst』- 作詞・作曲
  - 『シュレディンガーの猫』- 作詞・作曲
  - 『home』- 作詞

### 2010年
- PointFive(.5) アルバム『enhAnce』- サウンドディレクター（「沙P」名義）
  - 『undecidable』- 作曲
  - 『セ・ツ・ナ』- 作詞・作曲
- PointFive(.5) シングル『Select me』- サウンドディレクター

- 源×平学園合戦録 - 監督・脚本
  - 「源×平ボーイフレンズ vol.1 源義経」（ドラマCD）
  - 「源×平ボーイフレンズ vol.2 平清盛」（ドラマCD）

### 2011年
- PointFive(.5) シングル『COLOUR』- サウンドディレクター（「沙P」名義）
  - 『COLOUR』- 作詞・作曲・編曲（日本テレビ系「ハッピーMusic」2011年5月度エンディングテーマ）
- デイヴ・シンクレア Stream - プログラミング&エディット
- 源×平学園合戦録GREE - 企画・シナリオ・プロデュース
- あさまっく シングル『マテリアル』- サウンドディレクター（「沙P」名義）
  - 『鳥籠と、少年』- 作詞・作曲・編曲
- PointFive(.5) アルバム『ドウシンエン』- サウンドディレクター（「沙P」名義）
  - 『imagined nation』- 作詞
  - 『流星スイングバイ』- 作曲
- あさまっくシングル『ゴーストレディオ』- サウンドディレクター（「沙P」名義）
  - 『ゴーストレディオ』- 作詞・作曲・編曲

### 2012年
音楽
- 「銀河へキックオフ キャラクターソングアルバム」
  - 「銀河へキックオフ キャラクターソングアルバム スタンダード・ナンバー編」
    - 太田翔（CV.小林ゆう）『Raise your voice!』作詞（作曲：ジェイムス下地）
    - 高遠エリカ（CV：中津真莉子）『スピードスター☆NO.1』作曲（作詞：こだまさおり）

  - 「銀河へキックオフ キャラクターソングアルバム 三つ子の悪魔編」
    - 降矢竜持（CV：立花慎之介）『Kaleidoscope』作詞・作曲
    - 降矢凰壮（CV：細谷佳正）『feelin' high』作詞（作曲：松岡美弥子）

  - 「銀河へキックオフ キャラクターソングアルバム アイドル編」
    - 西園寺玲華（CV：田澤利依子）『変わりたいと思ったら変われるんだね！』作曲（作詞：畑亜貴）
    - 青砥ゴンザレス琢馬（CV：菊池こころ）『地球儀リフティング』作詞（作曲：吉田和人）
    - 杉山多義（CV：池田恭祐）『Silver Starlight』作詞（作曲：HIZASHI）
- amu アルバム『step on』- サウンドディレクター
  - 『nightbreak』- 作詞
  - 『ロスト・ナイチンゲイル』- 作詞・作曲・編曲
- amuアルバム『Intensity』- サウンドディレクター
  - 『bullet』- 作詞・作曲・編曲
- あさまっくアルバム『Stand by xxx』- サウンドディレクター
  - 『Gemini』- 作詞・作曲・編曲（同アルバム上の『虹』と同時再生すると別の楽曲になるという仕掛けがある）
  - 『Blood of Rose』- 作詞・作曲・編曲
  - 『ゴーストレディオ』- 作詞・作曲・編曲
- あさまっくアルバム『とびだせ あさまっくらじお』- サウンドディレクター・出演
- ANFLAアルバム『Unlimited』- サウンドディレクター
  - 『battle ballad』- 作詞・作曲・編曲

VOCALOID楽曲
- 『イノセンティア』- 作詞・作曲・編曲（「IA the world 〜光〜」収録）
- 『覚醒ラブサバイバー』- 作詞・作曲・編曲（「IA the world ～風～」収録）
- 『相似形のアルペジオ』- 作詞・作曲・編曲（「IA the world ～影～」収録）

ドラマCD
- 禁断吸血鬼シリーズ（ドラマCD）
  - 『禁断吸血鬼 〜紅薔薇ノ王〜』（森久保祥太郎）- シナリオ、演出、音楽
  - 『禁断吸血鬼 ～白薔薇ノ王子～』（下野紘）- シナリオ、演出、音楽
  - 『禁断吸血鬼 ～青薔薇ノ騎士～』（安元洋貴）- シナリオ、演出、音楽
  - 『禁断吸血鬼 ～黄薔薇ノ咎人～』（立花慎之介）- シナリオ、演出、音楽
  - 『禁断吸血鬼 ～紫薔薇ノ賢者～』（黒田崇矢）- シナリオ、演出、音楽
  - 『禁断吸血鬼 ～黒薔薇ノ王～』（津田健次郎）- シナリオ、演出、音楽
- 『くらやみがたり 妖艶異聞』（津田健次郎）- シナリオ、演出、音楽
- 『あやつりピエロの物語』 - 演出

テレビアニメ
- 「ドロンコロン」（テレビ神奈川開局40周年記念作品） - 音楽

OVA
- 「絶対純白魔法少女」- 音楽

### 2013年
音楽
- 「銀河へキックオフ キャラクターソングアルバム 桃山プレデター編」
  - 太田 翔（CV：小林ゆう）『さよなら夕暮れ』作詞（作曲：北川慶祐）
  - 高遠エリカ（CV：中津真莉子）『走れフットボールガール!』作詞（作曲：松岡美弥子）
  - 降矢虎太（CV：KENN）『Again』作詞・作曲
  - 降矢竜持（CV：立花慎之介）『efficient life』作詞（作曲：西岡正通）
  - 降矢凰壮（CV：細谷佳正）『HERMANOS』作詞（作曲：吉田和人）
- じゃっくアルバム『ramillete』
  - 『子午線のフィエスタ』 - 作詞・作曲・編曲
  - 『Blood of Rose 〜禁断ノ契く約〜』（『禁断吸血鬼〜紅薔薇ノ王〜』テーマソング）- 作詞・作曲・編曲
  - 『月想曲』（『禁断吸血鬼〜白薔薇ノ王子〜』テーマソング） - 作詞・作曲・編曲
  - 『蒼炎』（『禁断吸血鬼〜青薔薇ノ騎士〜』テーマソング） - 作詞・作曲・編曲
  - 『エタニテ・グラニテ』（『禁断吸血鬼〜黄薔薇ノ咎人〜』テーマソング） - 作詞・作曲・編曲
  - 『暁のための頌歌（オード）』（『禁断吸血鬼〜紫薔薇ノ賢者〜』テーマソング） - 作詞・作曲・編曲
  - 『彼方ノスタルジヤ』（『禁断吸血鬼〜黒薔薇ノ皇帝〜』テーマソング） - 作詞・作曲・編曲
  - 『或る吸血鬼の物語』 - 作詞・作曲・編曲
- 加藤和樹『千本桜』 - 編曲（シングル「軌跡」収録）
- buzzGトリビュートアルバム『Magical Effectors』
  - 『Dance Floor』 - 編曲
- あさまっく
  - アルバム 『とびだせ あさまっくらじお2』 - サウンドディレクター・出演
    - 『ゴーストノート』 - 作詞・作曲・編曲

  - アルバム『とびだせ あさまっくらじお3』 - サウンドディレクター・出演
  - アルバム『Recollections』 - サウンドディレクター・編曲

- ボーカロイド楽曲
  - 『覚醒ラブサバイバー』(GUMI ver.) - 作詞・作曲・編曲（https://www.nicovideo.jp/watch/sm20386215 ）
  - 『全力疾走ボーイミーツガール』 - 作詞・作曲・編曲（https://www.nicovideo.jp/watch/sm21520207 ）
  - 『架空の太陽』 - 作詞・作曲・編曲（「IA the world ～星～」収録）
  - 『大江戸ムーンヲーカーズ』 - 作詞・作曲・編曲（「IA the world ～翼～」収録）
  - 『Open! 魔法鍵少女☆IA（仮）』 - 作詞・作曲・編曲（「IA the world ～鍵～」収録）

映画
- 「HK 変態仮面」- 音楽協力

ドラマ
- 「相棒」- 音楽協力

ドラマCD
- 『くらやみがたり ～幽艶一夢～ 』（津田健次郎）- シナリオ、演出、音楽
- 茅田砂胡『茅田砂胡全仕事1993-2013』特別版ドラマCD - 音楽監督

出演
- 『東映ビデオポッドキャスト』 - メインMC (http://tov-podcast.com/ )

### 2014年
音楽
- 魔法少女OverAge 仮想:主題歌集 / 歌唱:主題歌集
  - 『テクスト≫オーバー』 - 作詞・作曲
  - 『P.O.N.C.H.A.N』 - 作詞・作曲
  - ドラマパート脚本
- 覚醒ラブサバイバー
- 茅田砂胡 CDブック デルフィニア戦記 放浪の戦士

小説
- 覚醒ラブサバイバー（電撃文庫）

ドラマCD
- 『マフィアズ・ブラッド 〜捜査官ジェイルの二つの抱擁〜』- シナリオ
- 『マフィアズ・ブラッド 〜仕立屋シェリーの華やかな悪夢〜』- シナリオ
- 『マフィアズ・ブラッド 〜御曹司ヴィトの壊れた人形〜』- シナリオ
- 『マフィアズ・ブラッド 〜執事サルヴァトーレの狂しき奉仕〜』- シナリオ
- 『マフィアズ・ブラッド 〜殺し屋ニックの甘美なる支配〜』- シナリオ
- 『マフィアズ・ブラッド ～伊達男ブライトの歪んだ愛情～』- シナリオ

コンサート
- ETAさいたまスーパーアリーナ
- 『デルフィニア音楽祭2014』（よみうり大手町ホール）

### 2015年
音楽
- 魔法少女オーバーエイジ -kawaii songs collection-
  - 『Ungifted』- 作詞・作曲・編曲
  - 『勤労少女の告白』- 作詞・作曲・編曲
  - 『All my bravery』- 作詞・作曲・編曲
  - 『桜景色をもう一度』- 作詞・作曲
  - ドラマパート脚本
- 茅田砂胡 CDブック スカーレット・ウィザード 女王と海賊の契約
- VOCALOID楽曲
  - like a fine day（「IA the world 〜雨〜」収録）砂守
  - nechronomicon（「IA the world 〜刻〜」収録）
- 佳卓「日本全国◯◯音頭 岩手まるまるバージョン」- 作詞・作曲・編曲
- 魔法少女オーバーエイジ -Single is not single I-
  - 島津くれな《種田梨沙》『シルフィード』- 作詞・作曲・編曲：砂守岳央
  - 三好なつみ《久野美咲》『no words, no lies』- 作詞：砂守岳央 作曲・編曲：吉田和人
- 3DSゲーム『小林が可愛すぎてツライっ!!』- 音楽
- 永遠のアセリア
  - 「The Unbreakble Thing」
  - Raisond’etre -The Eternity Sword Original Song Collection 1-
- 舞台「俺たち賞金稼ぎ団」劇中歌
- 茅田砂胡 CDブック「スカーレット・ウィザード クライストの贈りもの」
- 魔法少女オーバーエイジ generation triad
- 悠久のユーフォリア 宿命の涙 イメージボーカルCD HOPE

小説
- 魔法少女オーバーエイジ「私たち、もう変身したくありません」
- 「相棒テーマ曲」- 音楽協力

ドラマCD
- セガ・ハード・ガールズ ドラマCD「アイドルオーディション」- 脚本
- 『仮面の裏側〜アンダーバー星の国王〜』
- 「薔薇王の葬列」
- 「相棒」- テーマ曲

DVD
- DVD『デルフィニア音楽祭2014』- 出演（音楽監督・指揮）

コンサート
- 「デルフィニア音楽会2015 in 神戸」（音楽監督・指揮）
- 「スカーレット・ウィザードLIVE vol.1」
- 「スカーレット・ウィザードLive vol.2」
- OTAKU SUMMIT SPECIAL LIVE

舞台演出
- 三越劇場『佳卓 早春特別公演2015』
- 徳間ジャパンコミュニケーションズ創立50周年記念「浪曲新波U-50」『岸壁の母（田才靖子）』
- 創作舞踊劇『夜長姫と耳男』

### 2016年
音楽
- スクウェア・エニックス『グリムノーツ』
- 魔法少女オーバーエイジ the second brew of magic
- 魔法少女オーバーエイジ Single is not single II
- 希美まゆ「R.s」
  - その花ちぎれば - 作詞・作曲・編曲
- CTS「Waviness feat. 南波志帆」（HK 変態仮面 アブノーマル・クライシス主題歌）- 編曲

ドラマCD
- Bride of Prince
  - 第一巻 フェル（CV.柿原徹也）- シナリオ
  - 第二巻 ジュリオ（CV.梅原裕一郎）- シナリオ
  - 第三巻 ニコ（CV.木村良平）- シナリオ
  - 第四巻 バルト（CV.小野友樹）- シナリオ
  - 第五巻 ヴィーノ（CV.田丸篤志）- シナリオ
  - 第六巻 リオ（CV.鳥海浩輔）- シナリオ

小説
- 魔法少女オーバーエイジ「二番煎じなんてレベルじゃないっ」 - 著作

コンサート
- マジ音フェス - 出演
- アニソンヒストリージャパン（NHKホール）- 出演

執筆
- 「BRA☆BRA Final Fantasy」- コンサートパンフレット執筆

### 2017年
出演
- 映画「いつまた、君と～何日君再来～」公開記念「何日君再来（ホーリージュンザイライ）」朗読

音楽ライブ
- 「マチ★アソビ」DJ
- VALSHE LIVE TOUR 2017「WONDER BALANZA」声出演
- 「C3AFA シンガポール2017」DJ

音楽
- スクウェア・エニックス「ディア ホライゾン」作詞・作曲・編曲
- A応P「ディア ホライゾン」楽曲提供（作詞・作曲・編曲）
- グリムノーツC92グッズ「スタッフ本」作詞・作曲・編曲・サウンドデザイン
- ななみ「この歌がいつか誰かの決心になりますように」編曲
- 希島あいり「チ・ア・フ・ル」作詞・作曲・編曲
- 舞台「さらば俺たち賞金稼ぎ団」作詞・作曲・編曲
- 太鼓の達人オリジナル楽曲「さよなら、ワーリャ」作詞・作曲・編曲
- 永遠神剣・第三章悠久のユーフォリア宿命の涙 Two Princesses-The Eternity Sword Original Song Collection 5-作詞・編曲・サウンドデザイン・サウンドディレクション
- 茅田砂胡CDブック「デルフィニア戦記シェラと西離宮の日々」作曲・編曲
- 「doriko 10th anniversary tribute」#05歌に形はないけれど #09 letter song 編曲
- テレビアニメ「ディアホライゾン(被)」エンディングテーマ曲 作詞・作曲
- 「悠久のユーフォリア High Resolution Contents Book」音楽・サウンドディレクター 収録ドラマ：音楽・ディレクター
  1. 「スペクトル」作詞・作曲・編曲
  2. 「壊れゆくすべてと、壊れない何かと」作詞、作曲、編曲
  3. 「リンケージ」作詞
  4. 「ノバナ」作詞、作曲、編曲
  5. 「out of omniscience」作詞
  6. 「アオ」作詞
  7. 「護りたまえ、その優しき腕(かいな)で」作詞
  8. 「listen」作詞
  9. 「Returnee」作詞、作曲、編曲
  10. 「流星のおとぎばなし」作詞
  11. 「さよならの笑顔」作詞

サウンドデザイン
- 愛媛県総合科学博物館「VRスポーツサイエンス展」VRサウンドデザイン
- 愛媛県総合科学博物館「2037年火星の旅」VRサウンドデザイン
- JR西日本「津波対策VRソリューション」VRサウンドデザイン
- ライド型VRアトラクション「BOAT RACE EXPERIENCE」VRサウンドデザイン
- TEMPUR VR「宇宙空間での無重力体験」

小説
- 電撃G‘sマガジン「天華百剣」

脚本
- 映画「いつまた、君と～何日君再来～」公開記念「何日君再来（ホーリージュンザイライ）」朗読音楽ライブ

コンサート
- 遠藤ゆりかワンマンライブ「はぴゆり☆1st LIVE」バンドマスター

### 2018年
音楽
- スクウェア・エニックス「グリムノーツRepage」
- edda「ねごとの森のキマイラ」#04 さよなら人類 編曲
- バドミントンガールズ「Side×Side」作詞、作曲、編曲

コンサート
- 遠藤ゆりか「YURIKA ENDO FINAL LIVE -Emotional Daybreak-」バンドマスター

執筆
- 「BRA★BRA FINAL FANTASYⅦ BRASSdeBRAVO」コンサートパンフレット 編集
- 「XENOGEARS 20th Anniversary Concert The Berinning and the End」コンサートパンフレット インタビュアー

出演
- NHKラジオ「ちきゅうラジオ」3月4日特別企画（世界のJ－カルチャーイベントをつなぐ）コーナー ゲスト
- 「ANIME MATSURI 2018 ヒューストン」DJ
- 「Asia Comic Con バンコク」Mirai Kodai Orchestra Z 6月8日〜10日
- 「Anime Friends サンパウロ」DJ sunaP 7月6日〜8日
- 「HYPER JAPAN ロンドン」DJ sunaP 7月13日〜15日
- 「Bilibili World 上海」DJ Anisonix 7月20日

### 2019年
音楽
- TVアニメ「グリムノーツThe Animation」オリジナル・サウンドトラック
- 白猫プロジェクト Music Live 2019   音楽監督

### 2020年以降
- テレビ東京「シナぷしゅ」おとあわせコーナー音楽
- 伊東歌詞太郎 無観客配信ライブ　「Live Classics」with 未来古代楽団
- 「WORLDFLAGS」テーマソング作詞作曲